# Xã Center, Quận Wood, Ohio
Xã Center (tiếng Anh: Center Township) là một xã thuộc quận Wood, tiểu bang Ohio, Hoa Kỳ. Năm 2010, dân số của xã này là 1.206 người.